# Manastir Lesnovo
Manastir Lesnovo (makedonski: Лесновски манастир) se nalazi u blizini sela Lesnovo, na putu između Kratova i Zletova u Republici Makedoniji.

## Povijest
Po legendama se nastanak ovog manastira vezuje uz život pustinjaka Gavrila Lesnovskog (11. stoljeće), čija se isposnička pećina nalazi nedaleko. Po nekim izvorima on je i osobno bio monah tog manastira.
Prvi pisani trag o postojanju Manastira Lesnovo, je iz 1330. godine iz samostanske kronike koju je pisao monah Stanislav (taj se rukopis danas čuva u Beogradu).
Manastir Lesnovo obnovio je i proširio srpski despot Jovan Oliver 1341. godine. Na crkvenom saboru održanom u Skopju 1347. godine, za vrijeme vladavine cara Dušana, odlučeno je da  Manastir Lesnovo postane sjedište novosnovane Zletovske episkopije, tada je i proširen. Od 1381. godine, Lesnovo je ponovno pod jurisdikcijom Hilandara, manastira na Svetoj gori Atos.
Manastir je prvu veliku obnovu doživio 1558. za igumana Neofita, negdje oko 1581. godine imućni kratovski građanin Nikola Bojčić pokrio je crkveni krov olovnim pločama.
Manastir Lesnovo je mjesto žive aktivnosti tijekom 16. i 17. stoljeća, ali je na kraju 17. stoljeća napušten, obnovljen je 1805. godine pod igumanom Teodozijem, dotadašnjim monahom iz Manastira Dečani.

## Izgled
Manastirska crkva ima križni tlocrt s jednom kupolom na sjecištu, na ulaznom dijelu naknadno je podignut narteks s kupolom iste veličine. U crkvi su očuvane izvorne freske, koje su oslikala četvorica autora, među freskama se ističu one s likom Gavrila Lesnovskog, potom one s ktitorom Jovanom Oliverom s modelom crkve u ruci, zatim ona s likom Oliverove žene Oliverine, kao i one cara Dušana, i njegove žene Jelene.
Jedno od najvrednijih manastirskih umjetničkih blaga je drveni ikonostas kojeg je izradio domaći majstor iz Debra Petre Filipovski - Garkata, od 1811. do 1814. godine. 

## Utjecaj
Manastir Lesnovo je bio mjesto žive kulturne aktivnosti i pismenosti u Republici Makedoniji, manuskripti nastali u njemu danas se čuvaju u;Beogradu, Sofiji i Plovdivu.
Najznačajniji rukopisi za koje se pouzdano zna da su nastali u Manastiru Lesnovo su; Prolog iz 1330. godine, Minej iz 1342., Paranej 1353. U Lesnovu su djelovali prvi makedonski prosvjetitelji, to je u prvom redu Stanislav, osnivač kaligrafske škole i njegov učenik Partenije.

## Vanjske poveznice
- Manastir Lesnovo (engl.)